# バック・トゥ・バック住宅

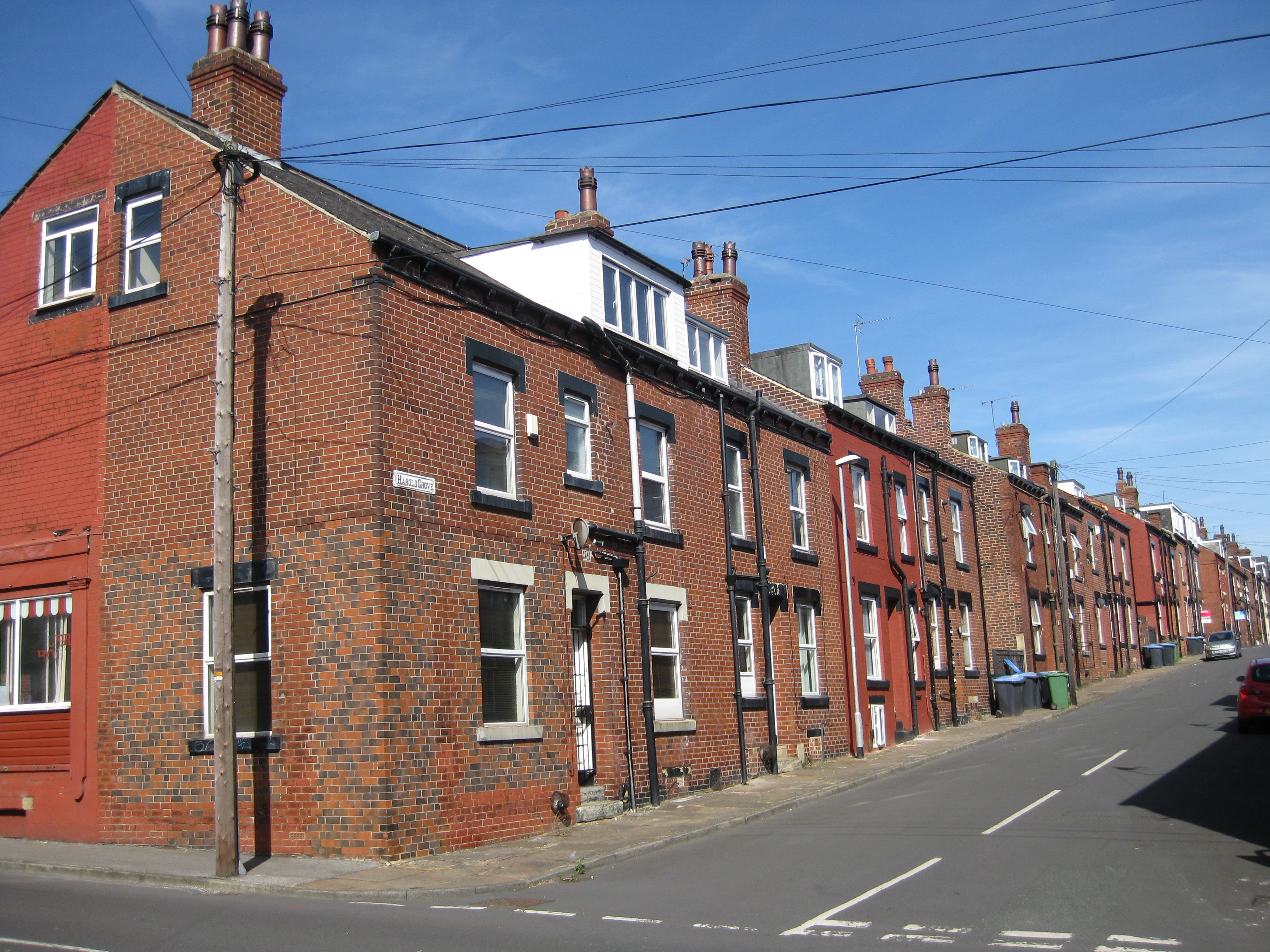
リーズのハロルド・グローブ (Harold Grove) の通りにあるバック・トゥ・バック連棟住宅

バック・トゥ・バック住宅（バック・トゥ・バックじゅうたく、バック・トゥ・バック・ハウス、英: Back-to-back house、バック・トゥ・バックス、英: Back-to-backs）は、18世紀後半から20世紀初頭にかけて多様な形で建てられたイギリスの連棟住宅（テラスハウス）の一形態である。何千ものこれらの居住施設は、産業革命において、拡大する工場の町 (factory towns) の急速な人口増加（都市化）のために建てられた。バック・トゥ・バックス（背割り長屋）は、仕切り壁で4面のうち3面を共有し、正面の壁には扉と窓だけであった。

典型的なバック・トゥ・バック住宅（14戸）の中庭
共用の外便所 (‘privies’) や洗い場 (‘wash houses’) がある

バック・トゥ・バックスは、貧しい労働者階級のために可能な限り安価な住居として建てられ、それら建造物はたいてい低水準であった。それらの造りは、必要な換気あるいは公衆衛生を考慮していなかった。便所や給水は、取り囲まれた中庭で多くの世帯と共有されていた。バック・トゥ・バックスは、保健・衛生上の質が悪く好ましくないという世評を得た。
19世紀中頃には、この形式の住居（規制前テラスハウス）は不十分で健康に有害と見なされていた。1875年公衆衛生法の成立により、都市自治体は新たなバック・トゥ・バックスを禁止することが認められると、建築の次のものとして条例テラスハウス（バイ・ロウ・ハウス、条例住宅）に置換されていった。一方、リーズ市議会（シティ・カウンシル、city council）は禁止を実施しないことを選択して、施工者ならびに居住者に人気のバック・トゥ・バック住宅は、リーズでは1930年代までそれらの建設が続けられていった。
大部分のバック・トゥ・バックスは、スラムクリアランスの波により取り壊されたが、リーズやブラッドフォードには多数残存する。バーミンガムやリヴァプールの都市に建てられた何千ものバック・トゥ・バックスは、いずれも歴史的名所として1例を保存することを選択した。バーミンガムのバック・トゥ・バックスは現在、ナショナル・トラストにより歴史的家屋博物館として管理・運営されており、そのほか博物館のバック・トゥ・バック住宅としては、リヴァプール博物館やブラッドフォード産業博物館により管理されるものがある。

## 形態

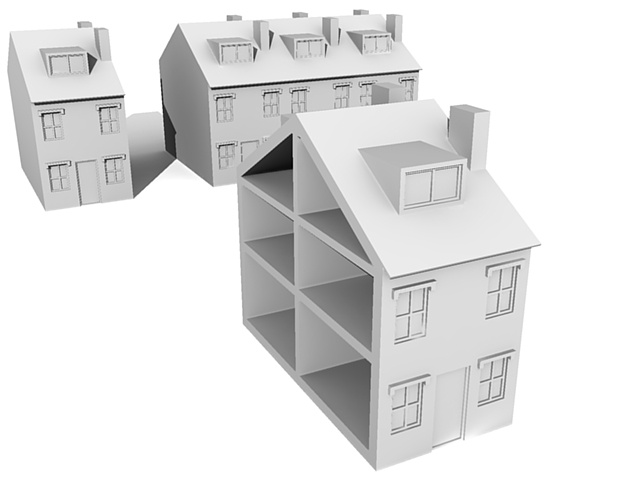
バック・トゥ・バック住宅の断面図

低品質の住宅は、労働者階級の人たちに対して高密度に、面積、快適性もしくは生活の質をほとんど考慮せずに建築された。大部分のバック・トゥ・バックスは狭小であった。初期のものは各階に1室であったが、後の住宅は一般に1階に居間と台所、2階に2つの寝室といった、ツー・アップ・ツー・ダウン (two-up two-down) となった。各住宅は煉瓦1枚の厚さで仕切られ、各階に小部屋があり、1階の部屋は多目的用途に使われ、残りの利用可能な空間が寝室に使われた。すべての住宅は、真後ろの住宅ないし工業用の建物と背壁を共有していた。住宅は通常、4壁のうち3壁を隣り合う建物と共有していることから、バック・トゥ・バック住宅は薄暗くて換気が悪いことで知られていた。これらは最初、衛生に対する配慮を欠いていたため、一部の住宅は板だけで覆われたふたのない下水溝の上に建てられたものも認められた。
「バック・トゥ・バック」（背割り長屋）という用語は、「スルー (through)」（長屋）テラスハウスと区別すべきであり、テラスハウスの裏手は狭い通路を挟んで互いに向き合うことから、真のバック・トゥ・バック（背中合わせ）のように接触していない。バック・トゥ・バック住宅には「ブラインド・バック」 (‘blind back’) という、特に工場の壁を背にして建てられたり、時にそれぞれの住宅のテラスとして建てられたものも知られる。

## 歴史

### 初期の住宅
バック・トゥ・バック住宅としては、1706年に農村で建てられた記録があるが、一般的なものは、1770年代にバーミンガム、ノッティンガム、1780年代にマンチェスター、リヴァプールに建築されている。
都市リーズの人口は1800年には約3万人であったが、その後2倍、3倍になり、住居不足の問題を引き起こしていた。リーズで最初のバック・トゥ・バック住宅は、1787年にブリゲートのユニオン・コート (Union Court) に建てられた。その構造上の設定が、道路ないし排水路を必要としないことから費用節減をはかるために好都合であり、そこに1エーカーあたり60-75戸の建物に人口密度最大300人を収容した。1842年には34戸の住宅に大体340人、最悪の場合700人余りが居住していたとされる。住宅をどのように建築すべきかについて広く一般に認められた青写真などはなく、最低（たいていは最初）のものは、各階に1室で、防湿性はなかった。公衆衛生は、寝室の下にあり何とか利用できる場所に設置されたペール・トイレ（土かけ便所、earth toilet）、それに間欠的な立水栓 (stand pipe) の公共用水からなる。

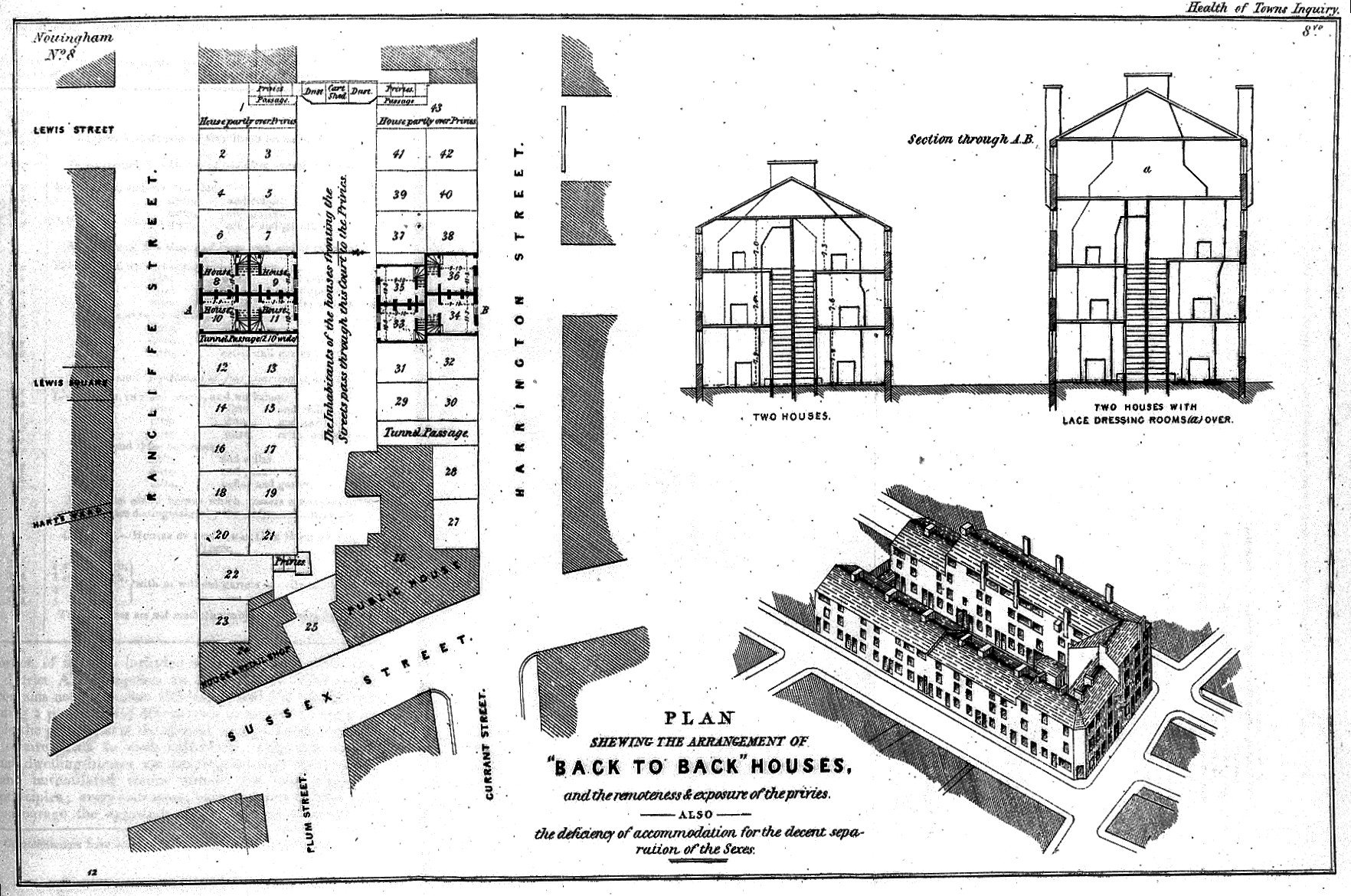
ノッティンガムの住宅計画図（1844年）

当初、住宅は共同の中庭の周りに建てられたが、後にそれらは通りに建てられた。この種の住宅は、ヴィクトリア朝イングランドのインナーシティ地域に普及し、とりわけバーミンガム、ブラッドフォード、リーズ、リヴァプール、マンチェスター、サルフォード、それにノッティンガムにおいては全1万1000戸のうち7000-8000戸（7500戸として約68パーセント）がバック・トゥ・バックとして建てられていた。都市当局は、バック・トゥ・バックスが望ましくないことを十分承知していたが、それらの建設を防ぐことができなかったと見られる。1854年に建築・改善委員会 (Building and Improvement Committee) は、ブラッドフォード評議会 (Bradford Council) に対し、新しい居住施設 (1401件) のうち4分の3以上 (1070件) が「好ましくない基準の上に設けられた」と陳述した。1875年職人および労働者住居改善法の通過は、評議会（カウンシル、councils）にスラム住居の強制収用の許可を付与したが、その機会が生かされることはほとんどなかった。
18世紀から19世紀にかけて、工場や鉱業場の所有者は、費用を低く抑えながら、最小限の場所に住まわせる労働者の数を極限まで増やすために、数多くのバック・トゥ・バックスを建設した。その設計の支持者は、それらの外壁が1面しかないおかげで、暖かさを保つこと容易であると唱えたが、後庭の欠如はそこに屋外便所の場所がないことを意味し、急速に疾病を広める共同のものしかなかった。バーミンガムの最も古い地域にある初期のバック・トゥ・バック住宅は、市内の大多数の労働者階級の人たちを抱えているにもかかわらず、汚物、通気の悪さ、よどんだ水たまりを持ち合わせていた。

### 19世紀

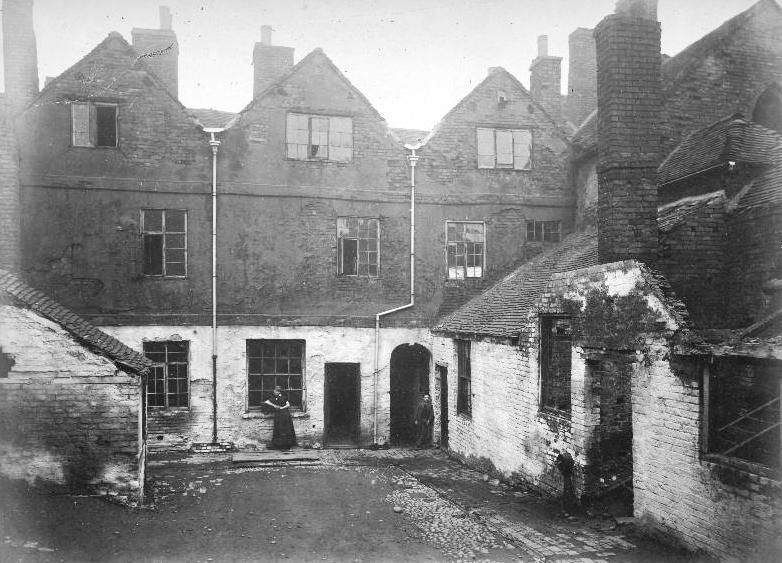
バック・トゥ・バック住宅の中庭（1883年）

急速な都市化により、畑や市民農園 (allotments) が姿を消し、安価に建てられる住宅が支持されて、多くの場合利用できる最小地にぎっしり詰め込まれた。住宅は不十分な基礎の上に、経費削減のため低水準の資材で建てられた。1830年代には、バック・トゥ・バック住宅は疾病の拡散における全国的な世評を得ており、マンチェスターやリヴァプールなど主要都市は、それぞれ1840年代ならびに1860年代にそれらの建設を禁止した。1866年のリーズ改善法 (Leeds Improvement Act) は、新住宅の建築に規制を課し、それには門付きの庭、より広い通り、改善された内装設計などがあった。公衆衛生を担う保健医官が、1880年頃にそれらの建設を廃止させようとした要求は失敗に終わったが、その頃には人口密度が1エーカーあたり50-60戸の住宅に200人が居住するまでに改善した。
1875年公衆衛生法に準拠する条例テラスハウスの採用により著しい変化がもたらされた。1890年にはさらなる改善が採用され、例えば地下もしくは1階の台所、小さい庭、各世帯の専用トイレが含まれた。次いで1885年労働者階級住宅法、1890年労働者階級住宅法などの法律が付随する建設要件を課した。
リーズでは特別な様相を呈していた。1899年の数字は、その都市で一年に建設される全住宅の72パーセントが、15年前と同じくバック・トゥ・バックであったことを示しており、その割合は1914年まで減らなかった。市内に子らとともにいる小家族は、手の届く価格帯を占めるものとして、バック・トゥ・バック住宅に居住すること以外にほとんど選択肢はなかった。条例テラスハウスの規定は、バック・トゥ・バック住宅の建設を抑制するものと予想されていたが、リーズ市議会は最初にそれを強制しないことを選択したため、こと社会的ないし審美的配慮などに駆られない建築業者が、それぞれの契約や利益の確保を建築の質より優先するという判断へと影響を及ぼしていた。結果として、一部の地域にある住居の密集度合、またその建設方法は、特にほかの町がより広い場所や公衆衛生を改善する住宅を提供するにつれ、販売や賃貸価格に悪影響を及ぼし、サンダーランドに建てられた新しい建物にはそれぞれ水洗式便所が設けられていたであろうが、リーズの新しい建物には1912年までそれは共用であったものと考えらえる。

### 20世紀

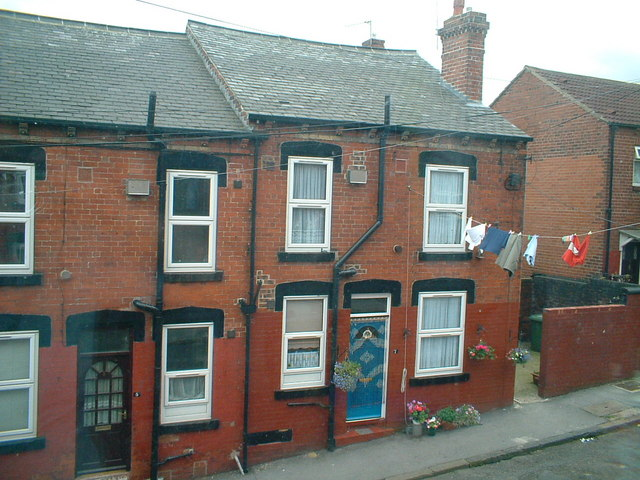
後庭がないため、通りに渡した洗濯物干しロープは、端にある滑車で操作する（リーズのアームリー）

#### 第一次世界大戦前
20世紀になる頃には、バック・トゥ・バック住宅は居住者および行政機関に嫌われるようになり、それらの建設の禁止ならびに全国的に既存の建物を一掃することが求められた。第一の懸念事項には衛生および換気があり、統計によればバック・トゥ・バック住宅の居住者は相対的に健康状態の悪さを被っているのが明らかであった。
マンチェスターにおいて、医師ジェームズ・ニーヴンは、バック・トゥ・バック住宅に居住する者の死亡率は、感染症や下痢の発生率の増加と同じく、スルー・ハウス (through-houses) よりも40パーセント上回ると記している。1909年の法律の改定により、この様式の住宅の建設は禁止された。

#### 2つの世界大戦間
第一次世界大戦後の公営住宅 (council housing) の出現は、戦後の住宅供給再開発事業の一環としての制定法に従うスラムクリアランスの評議会（カウンシル）の組織事業に結びついた。1919年住宅・都市計画等法（「アディソン法」‘Addison Act’）が制定され、そのような発議が1920年代に活発になると、バック・トゥ・バック住宅の多くの取り壊しと「英雄たちにふさわしい住まい」(‘homes fit for heroes’) の建設が開始されていった。
20世紀初頭のリーズでは、地元評議会が、より古く、不適格なバック・トゥ・バック住宅を取り壊すための買収に約100万ポンドを費やしながらも、住宅は全般により高品質であることが決定され、1909年に非合法化されたにもかかわらず、1937年まで同様の形態を改良したものが引き続き建てられた。1926年には、リーズにこれらの住宅が7万2000戸あり、そのうち3万2000戸がクリストファー・アディソンにより「忌まわしいもの」(‘abominations’) と評され、まだ人が住んでいるにもかかわらず、その時代に長年にわたって不適当であると非難された。一方で1万2000人（17パーセント未満）だけが、モデレート・ヘルスパス (moderate health pass) をネヴィル・チェンバレンの非衛生区協議会 (Unhealthy Areas Committee) より付与された。ほかの都市では、例えばブラッドフォード（3万3000戸）やノッティンガム（5000戸）などそれぞれ数はより少なかった議員 (MP) ジョン・バーチャルは、1930年にリーズが「バック・トゥ・バック住宅でありがたくもない評判」を持つと述べているが、居住者の間では人気が高まっていた。バーチャルは1930年、4つの区画においてバック・トゥ・バック住宅の建設を許可することを提案し、それはバック・トゥ・バックスが一般に基準のスルーハウス（通り抜け住宅）より安価に建てられ、また、建物ごとに2つの外壁を持つことで、以前の居住に災いした通気の心配を軽減するものとしたが、失敗に終わっている。

#### 第二次世界大戦後
第二次世界大戦およびザ・ブリッツの工業都市の空爆に続き、イギリスはスラムの解体とより適した住居の建設という新しい波に対する準備が整っていた。例えば、バーミンガムには1931年に約4万戸のバック・トゥ・バックスがあったが、1946年9月には2万9182戸になっていた。
リーズでは1953年頃、3万人が公営住宅を待っており、そこには1万6000戸のスラム住居としてクリアランス（撤去）を審理される1844年以前に建てられたバックトゥバックの住居があった。1844年より前は、品質が低水準であり、これら1万6000戸には1951年に人が住んでいたが、さらに1844年から1874年のうちに建設された2万8000戸の多少ましな住宅があった。1844年以前の住宅は、その時には荒れた状態にあり、とりわけ家族が当初1人ないし2人の収容を意図したところに居住していた場合、過密な状態が危惧された
1959年には、リーズとバーミンガムにそれぞれ6万戸のバック・トゥ・バック住宅があり、議員 (MP) は取り壊しを促進するよう要求していた。議員のウィリアム・ウィールドンは、「最も悲惨なこと」は、世代のうちほとんど変わらかったことであるとし、保健医官ジョン・ロバートソン (John Robertson) の言及を引用しながら指摘した。

その主な欠陥は、その広さの不足、その湿気、その荒廃に加えて、それが必要なものを完備していないことです。住宅の内部に水道がなく、汚水を排出する適当な設備がなく、また公衆便所だけでも住宅から少し遠くにあることが多く、大体2世帯かそれ以上が共用します。この便所は、その共同使用者のせいで大体不快な状態にあります。多くの住宅は風呂または風呂に入る手段がありません。これらの住宅からのすべての眺めはすすの立ち込める環境の中にすすぼけて汚れています。

それらの住宅の多くは、残念ながら私の選挙区（バーミンガム・スモールヒース）にあります。それらは1914年から1918年の戦争（第一次世界大戦）で戦うため40年余り前に男たちが出征した住宅です。彼らは英雄たちの住まいを持つことになるといわれたけれども、やがてそんな男たちの息子が自国のための戦いに1939年には（第二次世界大戦）同じ住宅から出征して、それら住宅の多くが今日になってもまだ立っています。
全国的な取り壊しは1960年代から1970年代にかけて続いた。1970年代の終わり頃、リーズはロンドン以外で2番目の大都市であり、その時でもまだおよそ3万戸のバック・トゥ・バック住宅があった。1980年代になると、ほとんどの町においては、残るバック・トゥ・バックスがわずかにあるないかであった。

## 現代

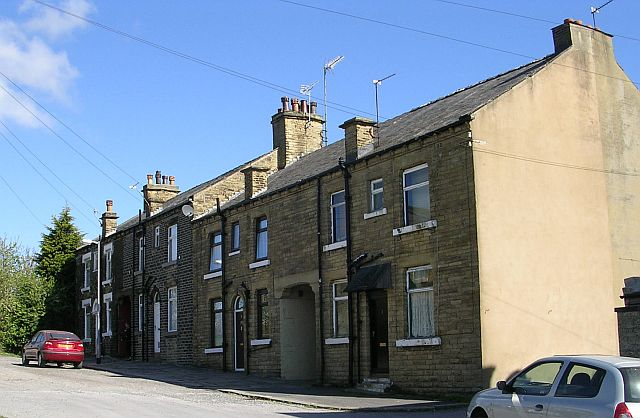
ブラッドフォードのベルショウ・ストリート (Bellshaw Street) のバック・トゥ・バック住宅
中庭への有蓋入口がある

リーズおよびその周辺地域は、屋内浴室やセントラルヒーティングといった最新設備 ‘mod cons’ (modern convenience) を備え付けて改装された数多くのバック・トゥ・バック住宅が今もなお存在する唯一の地域である。これら現代風になったバック・トゥ・バックスは、標準的な住宅よりも維持しやすいため居住者に人気がある。その住宅は、2000年代初頭-中期にかなり物価が上昇したことに一役買った投資家の賃貸の購入（バイ・トゥ・レット）に人気があることが証明されている。住宅様式は、ほとんど外装の保守が必要なく、またそれらは特にヘディングリー、バーリー、カークストールの地域にある大学やカレッジに多くの場合近接しているため学生の間でも人気がある。
新しい建築については既存の建築規制により禁止されているが、とりわけバック・トゥ・バック住宅に関連した歴史による衛生上の懸念の多く、例えば下水溝や共同で使う便所などはもはや該当しないことから、建築家は規制が緩和されることを切望している。
これらの建物に暮らす地域社会の見識に裏付けられ、それらが21世紀に使われ続けられることを確かにするための調査が、2008年に実施された。それらの質問を受けた75パーセントが、住宅の遺産的価値はリーズの独自性にとって重要であるとした。全体として、回答者の51パーセントは肯定的であり、45パーセントがそれらに対して否定的に捉えた。これらバック・トゥ・バックスの居住者はおおむねそれらの遺産的価値について積極的に捉えていたが、それらの見解は非居住者や専門家ほど高く評価されなかった。反応に関わらず、遺産的価値が認められたことによって建物は保護されるべきであると承認されるには不十分であった。

## 博物館

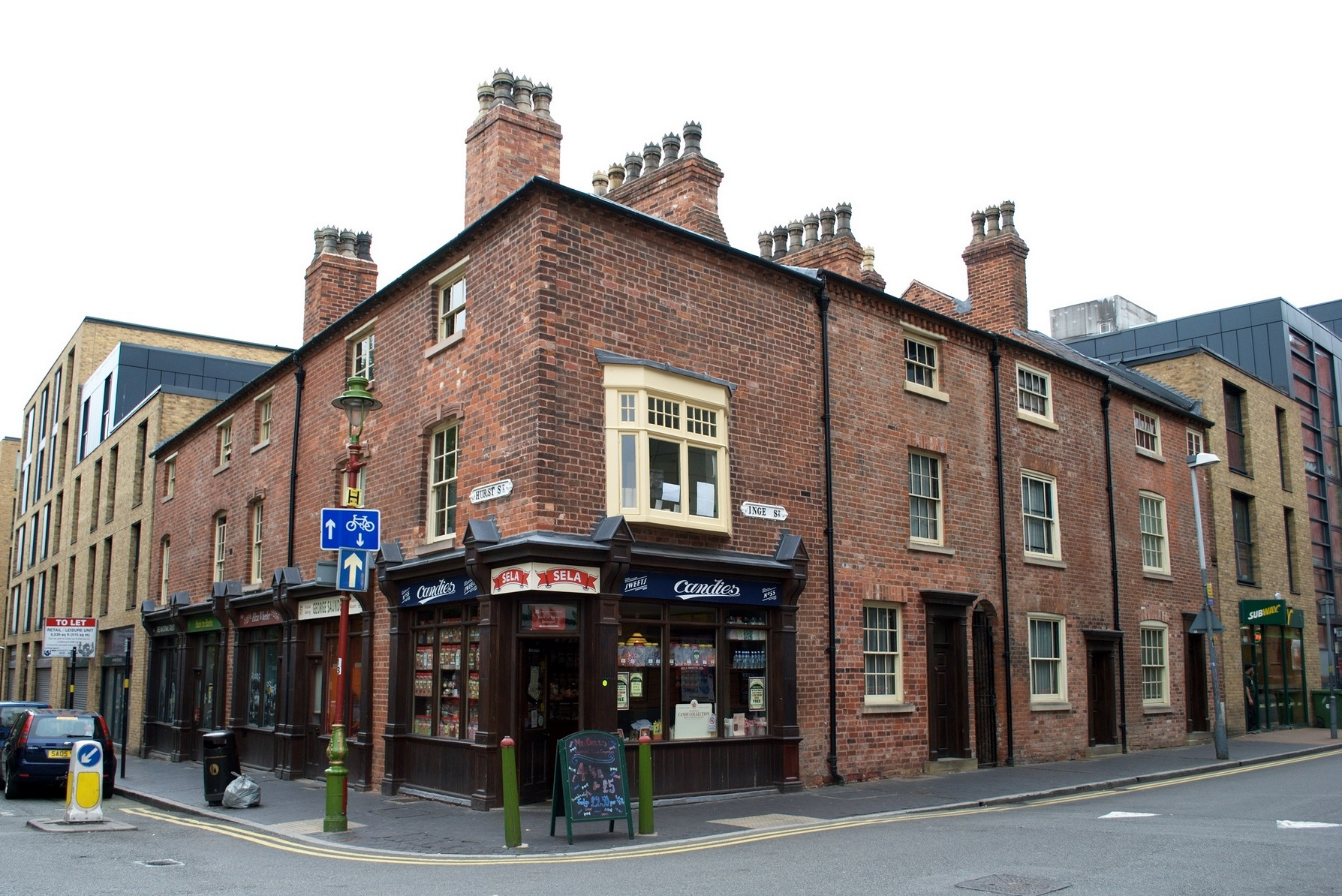
バーミンガム・バック・トゥ・バックスの外観

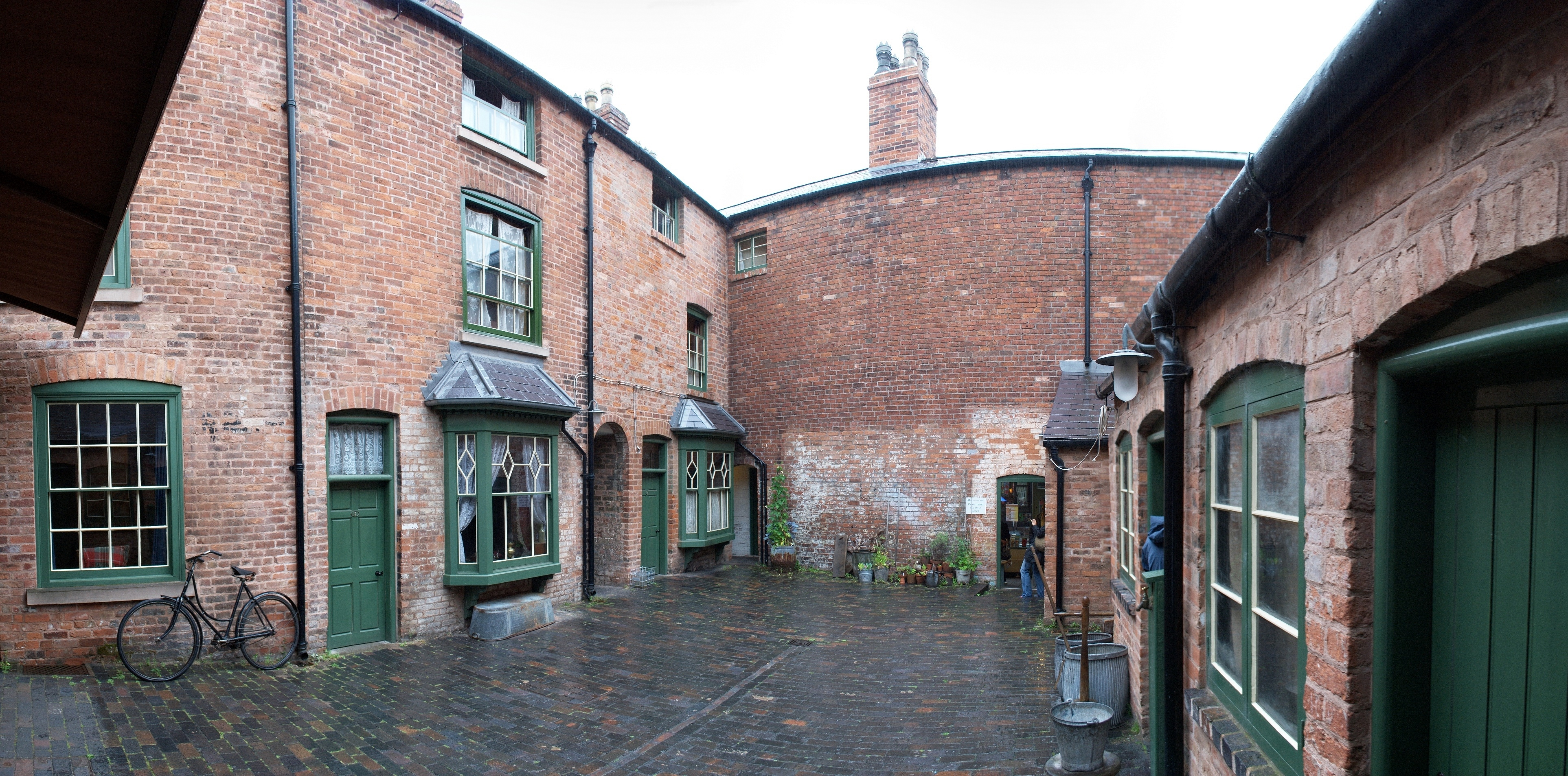
バーミンガム・バック・トゥ・バックスの中庭

バーミンガム・バック・トゥ・バックスは、ナショナル・トラストが市内に最後に残ったバック・トゥ・バック住宅として創設された歴史的家屋博物館である。居住施設にはそれらが19-20世紀にあるように家具類が備えられており、現在、イギリス指定建造物2級 (Grade II) となる。これは中庭 (court)の周りの集団住宅にあたる最後の例とされる
リヴァプールでは、スラム住宅のクリアランス事業の一環として1960年代から1970年代にかけて取り壊される前に、バック・トゥ・バックの中庭の住居は、かつてその人口の40パーセント以上を抱えていた。これらのうち9対の住宅が残存し、博物館の見所の1つとして復元された。市の最後に残った中庭の住居区画を保存・復元する提議が2016年になされ、建物を確保するための構築と同時に新しい屋根の作業がさらなる水害を防ぐために行われた。この事業は、2011年に開館したリヴァプール博物館における従来の中庭の居住施設を補完し、またスコットランド・ロード周辺の地域にある1870年からのかつての通りを再現している。
ブラッドフォード産業博物館には、1875年、1942年（第二次世界大戦）、1970年代の居住施設として装飾されたバック・トゥ・バックスの区画展示がある。

### 関連文献
- Beresford, M. W. (1984). “The back-to-back house in Leeds, 1787–1939”. Time and Place: collected essays. Hambledon Press. ISBN 978-0-907628-39-2